# Frontalia noctua
Frontalia noctua är en tvåvingeart som beskrevs av Paramonov 1958. Frontalia noctua ingår i släktet Frontalia och familjen Pyrgotidae. Inga underarter finns listade i Catalogue of Life.